# Valvkullens naturreservat
Valvkullens naturreservat är ett naturreservat i Strömsunds kommun i Jämtlands län.
Området är naturskyddat sedan 2024 och är 725 hektar stort. Reservatet ligger öster om Stor-Sjouten och består av gammal grannaturskog. 